# 24640 Omiwa
24640 Omiwa è un asteroide della fascia principale. Scoperto nel 1982, presenta un'orbita caratterizzata da un semiasse maggiore pari a 2,6198390 au e da un'eccentricità di 0,1701382, inclinata di 3,01852° rispetto all'eclittica.